# Robert Jakimovski
Robert Jakimovski (mazedonisch Роберт Јакимовски; * 3. Juni 1979 in Heidelberg) ist ein deutscher Musiker, Musikproduzent, Sänger, Komponist, Textdichter, Wirtschaftsinformatiker, promovierter Wirtschaftswissenschaftler und Autor.
Als dreifacher Preisträger des internationalen Folkmusikfestivals “Tetovski Filigrani” erlangte er in den 1990ern Bekanntheit in Nordmazedonien. Zudem gehört er zu den Top 30 Kandidaten der 14. Staffel der Casting-Show Deutschland sucht den Superstar.

## Leben
Im Februar 1996 nahm Robert Jakimovski an einem mazedonischen Gesangswettbewerb in Karlsruhe teil und ging dabei als Sieger hervor. Damit qualifizierte er sich für die Teilnahme an dem internationalen Folk Festival „Tetovski Filigrani 1996“ in Tetovo, das live vom Mazedonischen Staatsfernsehen (MRT) übertragen wurde. Dort gewann er mit seinem Lied „Leno Bela Sevdalino“ den Preis als „Bester Newcomer“. 1997 und 1998 nahm er erneut an dem Festival teil und gewann zuerst den 1. Publikumspreis, dann den 1. Preis der Jury. 1998 veröffentlichte Jakimovski zudem sein erstes Folk Album „Amanet Majcin“. 2003 wechselte er das Genre und nahm mit seinem Titel „Pogodok Vo Srceto“ an dem Popmusik-Festival „Evro Fest 2003“ teil. Bei dem in Skopje ausgetragenen Pop-Festival erhielt er mit seinem selbst komponierten und produzierten Lied den 3. Publikumspreis.
2004 schloss er sein Studium der Wirtschaftsinformatik an der Universität Mannheim ab und veröffentlichte seine erste Monographie an der Schnittstelle zwischen Wirtschaftsinformatik und Betriebswirtschaftlicher Steuerlehre. Jakimovski promovierte im Bereich Wirtschaftswissenschaften der Universität Münster und 2012 wurde seine zweite Monographie mit dem Titel „Formelhafte Gewinnaufteilung und zwischenstaatliche Gerechtigkeit“ veröffentlicht.
2017 trat Jakimovski mit der Eigenkomposition „I Love You My Son“ und seinem Akkordeon vor die DSDS-Jury und Dieter Bohlen. Er drang bis in die Top 30 und den Auslands-Recall in Dubai vor.

## Diskografie
Alben
- 1998: Amanet Majcin

Singles
- 1996: Leno Bela Sevdalino
- 1997: Bidi Moja Devojka
- 1998: Kitka Aberlija
- 2003: Pogodok Vo Srceto

## Veröffentlichungen
- 2004: JDO-Anwendungen entwerfen, in: Java-Spektrum 01/2004.[10]
- 2004: Methoden zur Gewinnabgrenzung in internationalen Konzernen – Eine systematische Analyse der Einflussfaktoren auf transaktionsbezogene und globale Methoden vor dem Hintergrund einer objektorientierten Modellierung, in: Verlag Dr. Kovač, Hamburg, 2004.[4][5]
- 2012: Formelhafte Gewinnaufteilung und zwischenstaatliche Gerechtigkeit – Fundierung und Konstruktion von Aufteilungsformeln auf Basis von Erfolgsfaktoren und Internationalisierungsursachen, in: Verlag Dr. Kovač, Hamburg, 2012.[6][7]

## Auszeichnungen
- 1996: Bester Newcomer (Leno Bela Sevdalino), Tetovski Filigrani 1996, Tetovo/Nordmazedonien
- 1997: 1. Publikumspreis (Bidi Moja Devojka), Tetovski Filigrani 1997, Tetovo/Nordmazedonien
- 1998: 1. Preis der Jury (Kitka Aberlija), Tetovski Filigrani 1998, Tetovo/Nordmazedonien
- 2003: 3. Publikumspreis (Pogodok Vo Srceto), Evro Fest 2003, Skopje/Nordmazedonien